# 간계와 사랑

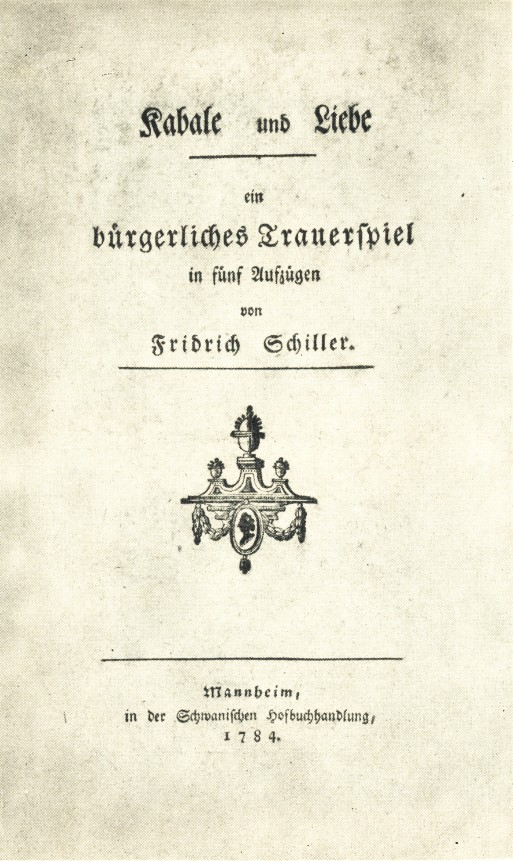
1784년 초판의 표지면

《간계와 사랑》(Kabale und Liebe)은 프리드리히 실러의 희곡이다. 1784년 4월 13일 프랑크푸르트 암 마인에서 초연하였다. 슈투름 운트 드랑 시대의 전형적인 예이며, 오늘날에는 가장 중요한 독일 희곡 중 하나로 꼽힌다. 1849년 쥬세페 베르디가 오페라로 각색하였다.

## 시대적 배경
＜간계와 사랑＞(Kabale und Liebe)은 실러가 이 작품을 집필하던 시기에 독일 뷔르템부르크 공국을 다스리던 칼 오이겐 공작(1728∼1793)의 사치와 횡포가 배경이 된다. 당시 인구 60만의 뷔르템부르크 공국에는 2천여 명에 달하는 궁정 관리가 있었고, 프랑스의 베르사이유 궁전을 모방해 온갖 화려한 의전행사가 거행되었다. 그리고 작품에도 묘사된 것처럼 자국의 청년들을 영국과 미국 등지에 용병으로 팔아 궁정의 수입을 충당하고 있었다.
이 밖에도 <간계와 사랑>은 귀족 청년이 평민 여성과 결혼했을 때 유산 상속을 받지 못하고, 그 사이에서 태어난 자식은 귀족 신분을 가질 수 없었던 엄격한 신분사회를 배경으로 하고 있다.

## 작품내용

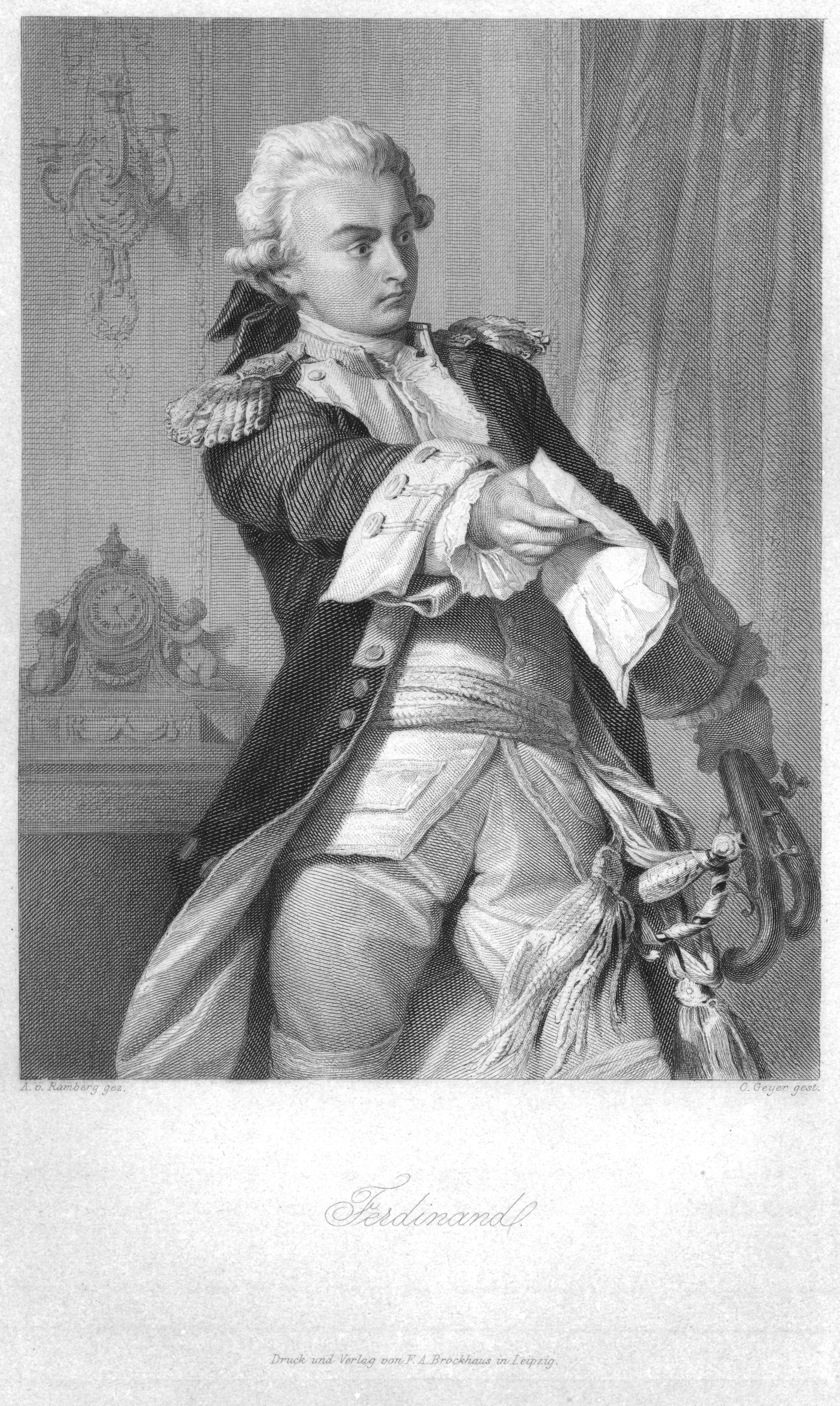
＜쉴러 갈레리＞에 표현된 페르디난트, 가이어(Conrad Geyer)가 람베르크(Arthur von Ramberg)의 작품을 따라 만든 판화, 1859년 경

폰 발터 수상의 아들인 페르디난트는 악사 밀러의 딸 루이제와 사랑에 빠진다.
수상의 비서인 부름이 이 사실을 수상에게 고자질하고, 수상은 자신의 정치적 이득을 위해 페르디난트가 영주의 애첩인 밀포드 부인과 결혼할 것을 종용한다. 한편 밀포드 부인은 페르디난트를 사랑하게 되고, 영주와의 관계를 부끄러워하며 그에게 진실한 사랑을 받고자 한다. 하지만 페르디난트를 향한 루이제의 진실한 모습에 참회한 밀포드 부인은 모든 것을 버리고 떠난다.
수상과 부름은 루이제를 협박하여 루이제가 다른 남자와 만난다는 것을 증명하는 편지를 쓰게 해 페르디난트가 그것을 믿게끔 만드는 간계를 꾸민다. 페르디난트는 그 간계에 넘어가 루이제에게 분노하고 아버지에게 용서를 구한다. 페르디난트는 루이제에게 독약을 마시게 하고, 자신도 그 독약을 마신다. 루이제는 수상의 간계로 편지를 썼다는 것을 밝히고 페르디난트도 진실을 알게 되지만 결국 둘은 죽고 만다.

## 작품분석
제목이 말해주듯 이 작품은 궁정에서 벌어지는 정치적‘간계’와, 평민 여성 루이제와 귀족 청년 페르디난트 사이의‘사랑’을, 극적 갈등의 두 축으로 하여 전개한다. 그리고‘사랑'은‘간계'의 수단으로 희생된다.
작품은 궁정사회를 신랄하게 비판한다. 수상은 전 수상을 지뢰 사고로 위장해 죽인 후 그 자리를 찬탈하고, 궁정시종의 자식들까지 용병으로 팔아먹어 보석을 챙긴다. 또 정치적 권세 유지를 위해 아들을 영주의 애첩와 결혼하기를 강요한다. 반면 밀포드 부인은 궁정의 최고 실력자이면서도 스스로 정치적 음모의 제물로 희생된 귀족 집안 출생이고, 영주와 궁정 대신들을 경멸한다.
평민 여성인 루이제는 부름과 수상의 ‘간계’로 인해 부모를 미끼로 한 협박으로 거짓 ‘연애편지’를 쓰게 된다. 여기서 권세를 위해 자기 자식을 영주의 애첩과 결혼시키려 온갖 협박으로 간계를 쓰는 것이 ‘귀족의 도덕’이라고 한다면, 부모를 구하기 위해 자신의 진실된 사랑까지도 희생시키는 것이 ‘평민의 도덕’으로 나타나 대비를 이룬다.
페르디난트는 이 작품에 등장하는 귀족 중 유일하게 정의로운 인물로 묘사되지만 그의 정의감은 이 ‘간계’의 실상조차 알아보지 못한다. 페르디난트는‘간계’의 실상과 진실을 확인할 수 있는 기회가 있지만, 질투와 분노를 주체하지 못하는 ‘기사도’식 분노로 인해 놓쳐버린다. 이는 루이제의 무기력하고도 순결한 도덕성과 미묘한 대조를 이룬다. 또, 이런 페르디난트의 한계로 인해 귀족의 신분적 제약을 극복하지 못하는 한 아무리 정의롭다 하더라도 온전한 윤리의식에 도달할 수 없다는 것을 시사한다.

## 시민비극으로서의 『간계와 사랑』
실러는 이 희곡에 ‘시민비극(Ein bürgerliches Trauerspiel)‘이라는 부제를 붙였다. 이는 실러보다 한 세대 위의 극작가 레싱이 처음 도입한 장르로 비극의 주제와 소재, 형식에서 중대한 변화를 가져왔다. 전통적 의미의 비극에서 주인공은 인간의 한계와 신의 섭리에 도전하는 신분이 높은 영웅적 존재였는데 반해 18세기에 처음 등장하는 시민비극에서 주인공은 평범한 시민이고 평범한 시민사회 안에서 벌어지는 인간 사이의 갈등을 다룬다.
실러의 <간계와 사랑>은 이러한 시민비극의 요소로서 평범한 소시민 가정의 딸 루이제가 주인공으로 등장하고, 루이제와 신분의 벽을 넘어설 수 없는 귀족 청년과의 이룰 수 없는 비극적인 사랑을 다룬다. 정직하고 순수한 이들의 사랑이 신분의 장벽에 가로막혀 좌절에 이르는 과정 속에서 귀족사회의 부조리와 허구성을 엿볼 수 있다.

## 참고 문헌
- 프리드리히 쉴러, 『간계와 사랑』, 이원양 역, 지만지고전천줄, 2008
- 이재원, 임홍배, 전영애 외 1명, 『독일 명작의 이해』, 서울대학교 출판부, 2007, 72-78쪽
- 이원양, 『고전해설ZIP』, 지식을 만드는 지식, 2009